# راشيد آفديتش
راشيد آفديتش هو لاعب كرة قدم بوسني في مركز الهجوم، ولد في 14 أغسطس 1980 في لوزنيتسا في صربيا. لعب مع جيلييزنيتشار ساراييفو ونادي رادنيك بيلينا ونادي فاردار.

## وصلات خارجية
- راشيد آفديتش على موقع قاعدة بيانات كرة القدم.إي يو (الإنجليزية)
- راشيد آفديتش على موقع عالم كرة القدم.نت (الإنجليزية)